# Douglas Stewart
Douglas Norman Stewart  (Doonholm, 24 juni 1913 - Midlem, 25 juli 1991) was een Brits ruiter, die gespecialiseerd was in springen en eventing. Stewart nam tweemaal deel aan de Olympische Zomerspelen en veroverde in 1952 in Helsinki de gouden medaille in de landenwedstrijd springen.

## Resultaten
- Olympische Zomerspelen 1948 in Londen uitgevallen individueel eventing met Dark Seal
- Olympische Zomerspelen 1948 in Londen uitgevallen landenwedstrijd eventing met Dark Seal
- Olympische Zomerspelen 1952 in Helsinki 152 individueel springen met Aherlow
- Olympische Zomerspelen 1952 in Helsinki  landenwedstrijd springen met Aherlow

1912: Lewenhaupt, Kilman, von Rosen ·
1920: König, von Rosen, Norling ·
1924: Thelning, Ståhle, Lundström ·
1928: Navarro, Álvarez, García ·
1936: Hasse, von Barnekow, Brandt ·
1948: Mariles, Uriza, Valdés ·
1952: White, Stewart, Llewellyn ·
1956: Winkler, Thiedemann, Lütke-Westhues ·
1960: Winkler, Thiedemann, Schockemöhle ·
1964: Schridde, Jarasinski, Winkler ·
1968: Day, Gayford, Elder ·
1972: Ligges, Wiltfang, Steenken, Winkler ·
1976: Parot, Rozier, Roguet, Roche ·
1980: Tsjoekanov, Poganovsky, Asmaje, Korolkov ·
1984: Fargis, Homfeld, Burr Howard, Smith ·
1988: Beerbaum, Brinkmann, Hafemeister, Sloothaak ·
1992: Raijmakers, Romp, Tops, Lansink ·
1996: Sloothaak, Nieberg, Kirchhoff, Beerbaum ·
2000: Beerbaum, Nieberg, Ehning, Becker ·
2004: Wylde, Ward, Madden, Kappler ·
2008: Ward, Kraut, Simpson, Madden ·
2012: Skelton, Maher, Brash, Charles ·
2016: Rozier, Staut, Bost, Leprévost ·
2020: von Eckermann, Baryard-Johnsson, Fredricson ·
2024: Maher, Charles, Brash